# Campeonato de Madrid 1902-03
El Campeonato de Madrid fue la primera edición del Campeonato Regional Centro. Pese a disputarse en la segunda mitad del año 1903, corresponde a la temporada futbolística 1902-03.
Fue organizado por la Agrupación Madrileña de Clubs de Foot-ball siendo la primera competencia oficial de carácter regional celebrada en la región Centro, y Madrid concretamente, durante sus primeras ediciones bajo el nombre de Campeonato Regional Centro, nombre que adoptó en su segunda edición. Surgió para designar tanto al campeón como al representante de la región en el Campeonato de España.

## Historia
Siguiendo el modelo de la primera competición oficial de España, la Copa Macaya —el campeonato regional de Cataluña— se deciden organizar en el resto de regiones de España campeonatos similares bajo la consigna de designar a los equipos participantes en adelante del Campeonato de España.
Fueron cuatro los primeros participantes, el Moderno Football Club, el Madrid Foot-Ball Club, el Moncloa Football Club, y el Iberia Football Club, resultando vencedores los primeros. En un principio estaba estipulado que cada equipo se enfrentase a cada uno en dos ocasiones, en partidos de ida y vuelta en un sistema de liga, pero finalmente solo disputaron dos partidos por equipo.
Posiblemente debido a la no consecución de todos los partidos se decidió organizar un concurso de clasificación para la primera edición de la Copa del Rey o Campeonato de España. A él sólo se presentó el Madrid Footb-Ball Club, subcampeón de Madrid, siendo así el representante del Centro en el campeonato nacional, en el que se proclamó subcampeón tras perder por 2-3 frente al Athletic Club el 8 de abril de 1903.

### Partidos
| 1.ª Jornada; 15 de noviembre de 1903 | Moncloa F. C. | 1:3 | Moderno F. C. | Desconocido, Madrid |  |
|                                      | Desconocidos  |     | Desconocidos  |                     |  |

| 1.ª Jornada; 15 de noviembre de 1903 | Madrid F. C. | 8:0 | Iberia F. C. | Hipódromo de la Castellana, Madrid |  |
|                                      | Desconocidos |     | Desconocidos |                                    |  |

|                                              |
| Bandera de la Comunidad de Madrid            |
| Campeón The Modern Football Club 22.º título |

|                       |
| Madrid Foot-Ball Club |